# إقليم نزيريكوري
إقليم نزيريكوري هو أقليم في غينيا، عاصمته نزيريكوري، تبلغ مساحته 37,658 كيلومتر مربع.

## الموقع
يشترك في الحدود مع:
- إقليم فرانه
- إقليم كانكان.

## المحافظات
يشمل إقليم نزيريكوري على المحافظات التالية:
- محافظة بيلا
- محافظة غويكيدو
- محافظة لولا
- محافظة ماسينتا
- محافظة نزيريكوري
- محافظة يومو